# Nothing's Gonna Stop Us Now
"Nothing's Gonna Stop Us Now" là một bài hát của ban nhạc người Mỹ Starship nằm trong album nhạc phim của bộ phim năm 1987 Mannequin. Bài hát sau đó còn xuất hiện trong album phòng thu thứ hai của họ, No Protection (1987). Nó được phát hành vào ngày 30 tháng 1 năm 1987 như là đĩa đơn đầu tiên trích từ album bởi Grunt Records và RCA Records, đồng thời được sử dụng như là bài hát chủ đề cho bộ phim. "Nothing's Gonna Stop Us Now" được đồng viết lời bởi Albert Hammond và Diane Warren, trong khi phần sản xuất được đảm nhiệm bởi Narada Michael Walden. Được xây dựng như là một bản song ca giữa hai giọng ca chính của nhóm Grace Slick và Mickey Thomas, bài hát là một bản rock ballad mang nội dung đề cập đến việc không để bất cứ thứ gì cản đường mỗi người trong một mối quan hệ tình cảm, cũng như luôn đứng vững để chung thủy với tình yêu của bản thân, được lấy cảm hứng từ cuộc hôn nhân sắp diễn ra lúc bấy giờ giữa Hammond với người bạn gái đã sống chung bảy năm.
Sau khi phát hành, "Nothing's Gonna Stop Us Now" nhận được những phản ứng tích cực từ các nhà phê bình âm nhạc, trong đó họ đánh giá cao nội dung lời bài hát cũng như quá trình sản xuất nó. Ngoài ra, bài hát còn gặt hái nhiều giải thưởng và đề cử tại những lễ trao giải lớn, bao gồm đề cử giải Quả cầu vàng và Oscar cho Bài hát gốc xuất sắc nhất vào năm 1988, và một đề cử giải Grammy cho Bài hát xuất sắc nhất được viết cho một tác phẩm điện ảnh hoặc truyền hình tại lễ trao giải thường niên lần thứ 30. "Nothing's Gonna Stop Us Now" cũng tiếp nhận những thành công vượt trội về mặt thương mại, đứng đầu các bảng xếp hạng ở Canada, Ireland và Vương quốc Anh, và lọt vào top 10 ở hầu hết những quốc gia nó xuất hiện, bao gồm vươn đến top 5 ở nhiều thị trường lớn như Úc, Áo, Bỉ, Đức, Na Uy, Thụy Điển và Thụy Sĩ. Tại Hoa Kỳ, nó đạt vị trí số một trên bảng xếp hạng Billboard Hot 100 trong hai tuần liên tiếp, trở thành đĩa đơn quán quân thứ ba của Starship tại đây.
Một video ca nhạc cho "Nothing's Gonna Stop Us Now" đã được thực hiện, trong đó bao gồm những cảnh Thomas theo đuổi một ma-nơ-canh trở thành người (do Slick thủ vai), xen kẽ với những hình ảnh từ Mannequin. Để quảng bá bài hát, Starship đã trình diễn nó trên nhiều chương trình truyền hình và lễ trao giải lớn, bao gồm Top of the Pops và giải Oscar lần thứ 60, cũng như trong nhiều chuyến lưu diễn của họ. Được ghi nhận là bài hát trứ danh trong sự nghiệp của nhóm, "Nothing's Gonna Stop Us Now" đã được hát lại và sử dụng làm nhạc mẫu bởi nhiều nghệ sĩ, như James Last, Albert Hammond, The Starting Line và Bonnie Tyler, cũng như xuất hiện trong nhiều tác phẩm điện ảnh và truyền hình, bao gồm Brooklyn Nine-Nine, The Crazy Ones, Eastbound & Down, Family Guy và Instant Family. Ngoài ra, bài hát còn xuất hiện trong nhiều album tuyển tập của nhóm, như Greatest Hits (Ten Years and Change 1979–1991) (1991), The Best of Starship (1993) và Platinum & Gold Collection (2004).

## Danh sách bài hát
Đĩa 7" tại châu Âu và Anh quốc
1. "Nothing's Gonna Stop Us Now" — 4:29
2. "Layin' It On The Line" — 4:15

Đĩa 7" tại Hoa Kỳ
1. "Nothing's Gonna Stop Us Now" — 4:29
2. "Beat Patrol" — 4:25

Đĩa 12" tại Anh quốc
1. "Nothing's Gonna Stop Us Now" — 4:29
2. "Layin' It On The Line" — 4:15
3. "We Built This City" (Special Club phối) — 7:00
4. "Tomorrow Doesn't Matter Tonight" — 3:41

## Xếp hạng
| Bảng xếp hạng (1987)                  | Vị trí cao nhất |
| ------------------------------------- | --------------- |
| Úc (Kent Music Report)                | 3               |
| Áo (Ö3 Austria Top 40)                | 3               |
| Bỉ (Ultratop 50 Flanders)             | 5               |
| Canada (RPM)                          | 1               |
| Canada Adult Contemporary (RPM)       | 1               |
| Châu Âu (European Hot 100 Singles)    | 4               |
| Pháp (SNEP)                           | 16              |
| Đức (Official German Charts)          | 3               |
| Ireland (IRMA)                        | 1               |
| Hà Lan (Dutch Top 40)                 | 5               |
| Hà Lan (Single Top 100)               | 8               |
| New Zealand (Recorded Music NZ)       | 21              |
| Na Uy (VG-lista)                      | 2               |
| Bồ Đào Nha (IFPI)                     | 1               |
| Nam Phi (Springbok Radio)             | 3               |
| Thụy Điển (Sverigetopplistan)         | 2               |
| Thụy Sĩ (Schweizer Hitparade)         | 4               |
| Anh Quốc (OCC)                        | 1               |
| Hoa Kỳ Billboard Hot 100              | 1               |
| Hoa Kỳ Adult Contemporary (Billboard) | 1               |

| Bảng xếp hạng (1987)                 | Vị trí |
| ------------------------------------ | ------ |
| Australia (Kent Music Report)        | 12     |
| Austria (Ö3 Austria Top 40)          | 17     |
| Belgium (Ultratop 50 Flanders)       | 26     |
| Canada (RPM)                         | 5      |
| Denmark (IFPI)                       | 23     |
| Europe (European Hot 100 Singles)    | 8      |
| Germany (Official German Charts)     | 20     |
| Netherlands (Dutch Top 40)           | 9      |
| Netherlands (Single Top 100)         | 31     |
| South Africa (Springbok Radio)       | 5      |
| Switzerland (Schweizer Hitparade)    | 8      |
| UK Singles (Official Charts Company) | 2      |
| US Billboard Hot 100                 | 5      |
| US Adult Contemporary (Billboard)    | 26     |

| Bảng xếp hạng (1980-89)              | Vị trí |
| ------------------------------------ | ------ |
| UK Singles (Official Charts Company) | 42     |

| Bảng xếp hạng                        | Vị trí |
| ------------------------------------ | ------ |
| UK Singles (Official Charts Company) | 264    |
| US Billboard Hot 100                 | 356    |

## Chứng nhận
| Quốc gia                                                                           | Chứng nhận | Số đơn vị/doanh số chứng nhận |
| ---------------------------------------------------------------------------------- | ---------- | ----------------------------- |
| Canada (Music Canada)                                                              | Vàng       | 50.000^                       |
| Thụy Điển (GLF)                                                                    | Vàng       | 25.000^                       |
| Anh Quốc (BPI)                                                                     | Vàng       | 1,061,185                     |
| Hoa Kỳ (RIAA)                                                                      | Vàng       | 500.000^                      |
| * Chứng nhận dựa theo doanh số tiêu thụ. ^ Chứng nhận dựa theo doanh số nhập hàng. |            |                               |